# Первомайське (Нижньосергинський район)
Первома́йське (рос. Первомайское) — село у складі Нижньосергинського району Свердловської області. Входить до складу Дружининського міського поселення.
Населення — 595 осіб (2010, 593 у 2002).
Національний склад станом на 2002 рік: росіяни — 82 %.